# Helmar Lerski
Helmar Lerski (ur. 18 lutego 1871 w Straßburgu, Austria, zm. 29 września 1956 w Zurychu, Szwajcaria) – szwajcarski fotograf, operator i reżyser pochodzenia żydowskiego.

## Życiorys
Urodził się jako Israel Schmuklerski, syn Lei i Getzela Schmuklerskich, polskich Żydów ze Zgierza, którzy osiedlili się w zuryskiej dzielnicy Aussersihl. 28 sierpnia 1887 razem z rodziną otrzymał obywatelstwo szwajcarskie. 3 stycznia 1893 wyjechał do Stanów Zjednoczonych, gdzie został aktorem w niemieckojęzycznych filmach nagrywanych w Chicago, Milwaukee i Nowym Jorku. Przyjął pseudonim Helmar Lerski, który od 30 kwietnia 1897 stał się jego oficjalnym imieniem i nazwiskiem. W 1910 wraz z żoną Emilie założył studio fotograficzne w Milwaukee, jego fotografie ukazały się drukiem w 1911. Dzięki publikacjom i wystawom szybko zasłynął jako innowacyjny fotograf portretowy. W latach 1914/15 wykładał gościnnie jako wykładowca języka niemieckiego i literatury na Uniwersytecie Teksańskim w Austin. W 1915 wrócił do Europy, został operatorem i fotografem w Berlinie. W 1921 zmarła jego żona Emilie, w 1922 poślubił Anneliese Margarete Wolfkamp. Pracował w różnych firmach producenckich, a ze względu na wybitne umiejętności powierzano mu wymagające technicznie zadania, takie jak zdjęcia do filmu Gabinet figur woskowych Paula Leniego z 1924. W latach 1925–1927 był kierownikiem technicznym ds. fotografii trikowej w Deutsche Spiegeltechnik GmbH & Co, z której korzystał Fritz Lang przy realizacji filmu Metropolis. Od 1929 roku ponownie pracował jako fotograf portretowy. W 1931 po raz pierwszy wyjechał do Palestyny, aby zrobić zdjęcia osadnikom żydowskim. Na jesieni 1932 ponownie wyjechał, a po dojściu do władzy nazistów w 1933 postanowił pozostać tam na stałe. W 1936 powstała seria zdjęć Metamorphosen, którą opublikowano dopiero w 1982. Oprócz zdjęć Lerski nakręcił w tym czasie kilka krótkich filmów dokumentalnych, które wyreżyserował. W latach 1937/38 wyjechał do Francji i Wielkiej Brytanii, aby zaprezentować swoje prace. W latach 1939–1941 kierował działem filmowym związku żydowskiego Histadrut. Oprócz filmów dokumentalnych w latach 1945–1947 stworzył film kukiełkowy Baalam’s Story. Ostatni film Helmara Lerskiego Adamah (Erde) z 1948 roku opowiada o przybyciu i osiedleniu się młodego ocalałego z Holokaustu Benjamina w Ben Szemen. 22 marca 1948 Helmar Lerski razem z żoną opuścił Palestynę i powrócił do Zurychu.

## Wybrana filmografia
- When the Dead Speak (1917)
- Maria Pavlowna (1919)
- Children of Darkness (1921)
- The False Dimitri (1922)
- A Dying Nation (1922)
- Inge Larsen (1923)
- The New Land (1924)
- The Wig (1925)
- The Holy Mountain (1926)
- Adamah (1948).